# 東北方面衛生隊
東北方面衛生隊（とうほくほうめんえいせいたい、JGSDF North Eastern Army Medical Service）は、陸上自衛隊仙台駐屯地（宮城県仙台市宮城野区）に駐屯する東北方面隊隷下の衛生科部隊である。

## 概要
隊長は1等陸佐（二）が充てられ、方面隊直轄部隊の衛生業務を任務とするほか、災害派遣や民生協力、国際貢献活動も行っている。

## 沿革
- 2006年（平成18年）3月27日：東北方面衛生隊が仙台駐屯地に新編。

## 部隊編成
- 東北方面衛生隊本部
- 東北方面衛生隊本部付隊「東北方衛-本」
- 第105野外病院隊「105野病」
- 第305救急車隊「305救」

## 主要幹部
| 官職名           | 階級    | 氏名     | 補職発令日     | 前職                       |
| ---------------- | ------- | -------- | -------------- | -------------------------- |
| 東北方面衛生隊長 | 1等陸佐 | 武田征紀 | 2024年03月18日 | 陸上幕僚監部衛生部薬務班長 |

| 代 | 氏名     | 在職期間                        | 前職                                           | 後職                                                   |
| -- | -------- | ------------------------------- | ---------------------------------------------- | ------------------------------------------------------ |
| 01 | 森崎善久 | 2006年03月27日 - 2007年12月02日 | 陸上幕僚監部衛生部医務・保健班長               | 自衛隊仙台病院長 （陸将補昇任）                        |
| 02 | 鈴木通彦 | 2007年12月03日 - 2009年07月31日 | 北部方面総監部医務官 兼 自衛隊札幌病院歯科部長 | 陸上自衛隊衛生学校教育部長                             |
| 03 | 棚橋浩治 | 2009年08月01日 - 2012年03月22日 | 自衛隊中央病院総務部総務課長                   | 陸上自衛隊関東補給処 用賀支処総務部長                  |
| 04 | 時雅彦   | 2012年03月23日 - 2014年11月30日 | 陸上自衛隊衛生学校研究部長                     | 陸上自衛隊関東補給処 用賀支処総務部長                  |
| 05 | 小原聖勇 | 2014年12月01日 - 2017年03月22日 | 自衛隊中央病院第4外科勤務                      | 自衛隊中央病院 リハビリテーション科部長 兼 第4外科勤務 |
| 06 | 井内裕雅 | 2017年03月23日 - 2020年03月22日 | 陸上幕僚監部衛生部薬務班長                     | 陸上自衛隊衛生学校教育部長                             |
| 07 | 竹島幹雄 | 2020年03月23日 - 2022年07月31日 | 東北方面総監部付                               | 対特殊武器衛生隊長 兼 自衛隊中央病院眼科勤務           |
| 08 | 佐藤賢吾 | 2022年08月01日 - 2024年03月17日 | 第7師団司令部医務官                            | 北部方面総監部医務官                                   |
| 09 | 武田征紀 | 2024年03月18日 -                | 陸上幕僚監部衛生部薬務班長                     |                                                        |

## 主要装備
- 病院天幕
- 野外手術システム
- 1トン半救急車
- 1/2tトラック / 73式小型トラック
- 1 1/2tトラック / 73式中型トラック
- 3 1/2tトラック / 73式大型トラック
- 89式5.56mm小銃
- 9mm拳銃